# Giuliano Lamma
Giuliano Lamma (Roma, 6 luglio 1980) è un allenatore di calcio ed ex calciatore italiano, di ruolo difensore.

## Carriera

### Gli inizi: Perugia, Prato e Novara
Esordisce nel Perugia nella stagione 1999-2000, nella quale gioca nella Primavera del club umbro e fa da riserva alla prima squadra in Serie A, categoria in cui comunque non esordisce. A fine stagione viene ceduto al Prato, con cui nella stagione 2000-2001 gioca 26 partite senza mai segnare in Serie C2 e vince la Coppa Italia Serie C, trofeo che i toscani conquistano per la prima volta nella loro storia; l'anno successivo mette invece a segno 3 gol in 27 presenze, contribuendo così alla vittoria del campionato di quarta serie con conseguente promozione in Serie C1, categoria nella quale segna 2 gol in 21 presenze nella stagione 2002-2003. L'anno seguente realizza 2 gol in 25 presenze e gioca anche entrambe le partite dei play-out persi contro la Pro Patria, al termine dei quali la società toscana retrocede in Serie C2 salvo poi essere ripescata in Serie C1, categoria in cui Lamma nella stagione 2004-2005 gioca 16 partite; a stagione in corso durante la sessione invernale di calciomercato passa al Novara, con cui gioca complessivamente 3 partite in Serie C1, 2 delle quali nei play-out.

### Il ritorno al Prato e la Serie B
Dopo sei mesi al Novara fa ritorno al Prato, con cui gioca 18 partite e segna un gol in Serie C2 nella stagione 2005-2006; i toscani chiudono il campionato al 15º posto in classifica, ed evitano la seconda retrocessione in due anni (che li avrebbe portati in Serie D) vincendo i play-out contro il Montevarchi; Lamma gioca entrambe le gare, ed in estate viene ceduto in prestito con diritto di riscatto all'AlbinoLeffe, in Serie B. Con la squadra seriana gioca 3 gare, ed a fine anno non viene riscattato e fa ritorno al Prato per la terza volta in carriera.

### Al Prato fra Seconda e Prima Divisione
Nella stagione 2007-2008 realizza un gol in 27 presenze in Serie C2, che dall'anno seguente assume il nome di Lega Pro Seconda Divisione. Nella prima stagione con la nuova denominazione del campionato il Prato arriva quinto in classifica, giocando così i play-off, persi in finale contro il Giulianova. Lamma, diventato nel frattempo anche capitano dei biancazzurri, gioca 29 partite (con 2 gol segnati) in campionato e 3 partite senza segnare nei play-off. Nella stagione 2009-2010 gioca altre 29 partite e segna 4 gol, suo massimo in carriera in un singolo campionato; l'anno successivo contribuisce al terzo posto finale in classifica con un gol in 26 partite giocate, e gioca anche 2 partite nei play-off, chiusi con la sconfitta in finale contro la Carrarese. In estate il Prato viene ripescato in Prima Divisione, categoria in cui Lamma nella stagione 2011-2012 gioca 28 partite e segna 2 gol. Scende in campo da titolare anche in tutte e due le partite giocate nei play-out contro il Piacenza, in seguito alle quali la formazione toscana riesce a salvarsi. Nella stagione 2012-2013, anche a causa di un infortunio, scende in campo in sole 4 partite, venendo comunque riconfermato in squadra anche per la stagione 2013-2014, nel corso della quale mette a segno un gol in 14 partite giocate in terza serie; a fine anno rimane svincolato, per poi firmare il 2 settembre 2014 un contratto annuale con il Jolly e Montemurlo, squadra toscana militante nel campionato di Serie D.
Con 332 presenze complessive detiene il record di presenze del Prato.

## Statistiche

### Presenze e reti nei club
| Stagione        | Squadra          | Campionato      | Campionato | Campionato | Coppe nazionali | Coppe nazionali | Coppe nazionali | Coppe continentali | Coppe continentali | Coppe continentali | Altre coppe | Altre coppe | Altre coppe | Totale | Totale |
| Stagione        | Squadra          | Comp            | Pres       | Reti       | Comp            | Pres            | Reti            | Comp               | Pres               | Reti               | Comp        | Pres        | Reti        | Pres   | Reti   |
| --------------- | ---------------- | --------------- | ---------- | ---------- | --------------- | --------------- | --------------- | ------------------ | ------------------ | ------------------ | ----------- | ----------- | ----------- | ------ | ------ |
| 2000-2001       | Prato            | C2              | 26+2       | 0          | CI-C            | 9               | 1               | -                  | -                  | -                  | -           | -           | -           | 37     | 0      |
| 2001-2002       | Prato            | C2              | 27         | 3          | CI+CI-C         | 1+4             | 1               | -                  | -                  | -                  | -           | -           | -           | 32     | 4      |
| 2002-2003       | Prato            | C1              | 21         | 2          | CI-C            | 3               | 0               | -                  | -                  | -                  | -           | -           | -           | 24     | 2      |
| 2003-2004       | Prato            | C1              | 25+2       | 2+1        | CI-C            | 0               | 0               | -                  | -                  | -                  | -           | -           | -           | 27     | 3      |
| 2004-gen. 2005  | Prato            | C1              | 16         | 0          | CI-C            | 0               | 0               | -                  | -                  | -                  | -           | -           | -           | 16     | 0      |
| gen.-giu. 2005  | Novara           | C1              | 1+2        | 0          | CI-C            | -               | -               | -                  | -                  | -                  | -           | -           | -           | 3      | 0      |
| 2005-2006       | Prato            | C1              | 18+2       | 1          | CI-C            | 0               | 0               | -                  | -                  | -                  | -           | -           | -           | 20     | 1      |
| 2006-2007       | AlbinoLeffe      | B               | 3          | 0          | CI              | 0               | 0               | -                  | -                  | -                  | -           | -           | -           | 3      | 0      |
| 2007-2008       | Prato            | C2              | 27         | 1          | CI-C            | 1               | 0               | -                  | -                  | -                  | -           | -           | -           | 28     | 1      |
| 2008-2009       | Prato            | 2D              | 29+3       | 2          | CI-LP           | 3               | 0               | -                  | -                  | -                  | -           | -           | -           | 36     | 2      |
| 2009-2010       | Prato            | 2D              | 29         | 4          | CI+CI-LP        | 0               | 0               | -                  | -                  | -                  | -           | -           | -           | 29     | 4      |
| 2010-2011       | Prato            | 2D              | 26+2       | 1+1        | CI-LP           | 4               | 0               | -                  | -                  | -                  | -           | -           | -           | 32     | 2      |
| 2011-2012       | Prato            | 1D              | 28+2       | 2          | CI+CI-LP        | 2+0             | 0               | -                  | -                  | -                  | -           | -           | -           | 32     | 2      |
| 2012-2013       | Prato            | 1D              | 4+2        | 0          | CI-LP           | 0               | 0               | -                  | -                  | -                  | -           | -           | -           | 6      | 0      |
| 2013-2014       | Prato            | 1D              | 14         | 1          | CI-LP           | 0               | 0               | -                  | -                  | -                  | -           | -           | -           | 14     | 1      |
| Totale Prato    | Totale Prato     | Totale Prato    | 290+15     | 19+2       |                 | 27              | 2               |                    | -                  | -                  |             | -           | -           | 332    | 23     |
| 2014-2015       | Jolly Montemurlo | D               | 12         | 1          | CI-D            | -               | -               | -                  | -                  | -                  | -           | -           | -           | 12     | 1      |
| Totale carriera | Totale carriera  | Totale carriera | 306+17     | 20+2       |                 | 27              | 2               |                    | -                  | -                  |             | -           | -           | 350    | 24     |

## Palmarès

### Giocatore

#### Competizioni nazionali
- Coppa Italia Serie C: 1

Prato: 2000-2001
- Serie C2: 1

Prato: 2001-2002